# Eyvind Laholm
Eyvind Laholm   (Eau Claire, 14 d'octubre de 1894 - Nova York, 19 de juliol de 1958) fou un tenor estatunidenc.
De família d’origen suec, el seu nom real era Jon Edwin Johnson. Després de servir a la Primera Guerra Mundial amb la flota nord-americana, es va formar com a cantant amb William S. Brady a Nova York. Inicialment, va actuar en teatres d'opereta als Estats Units, però en traslladar-se a Europa es va introduir en el món de l’òpera. Va debutar operísticament el 1924 a Essen interpretant Canio.
Després de dos anys a Essen, va ser contractat pel Staatstheater de Wiesbaden, on va cantar fins al 1930, i posteriorment es va unir a la Staatsoper de Stuttgart fins al 1931. Entre 1932 i 1938, va formar part de l'Opernhaus de Frankfurt. El 1929 va interpretar Erik a Der fliegende Holländer al Berlin Kroll-Opera i, el 1934, amb la companyia de l'Òpera de Frankfurt, va cantar el paper de Rienzi en una actuació a Amsterdam.
Durant la Temporada 1934-1935 del Liceu, va actuar al Gran Teatre del Liceu de Barcelona. El 1935 va debutar a l’Staatsoper de Viena, mentre que el 1937 va participar en el festival de Waldoper a Zoppot. L'any següent va ser Tannhäuser a l'Arena de Verona.
El 1939 va tornar als Estats Units, on va oferir un recital amb gran èxit a Nova York. Entre 1939 i 1941, va formar part de la Metropolitan Opera, especialitzant-se en papers heroics de Wagner. A més de la seva carrera operística, també va destacar com a cantant de concerts.